# Paulina Cieślar
Paulina Cieślar (* 5. April 2002 in Cieszyn) ist eine polnische Skispringerin.

## Werdegang
Die Tochter des Skispringers Zbigniew Cieślar nimmt seit 2014 an offiziellen Wettbewerben teil. Bei ihrem Debüt im FIS Cup am 29. August 2015 wurde sie auf Anhieb Vierte und beendete die Saison 2015/16 auf Platz 14. Bei der Junioren-WM 2022 sowie den Europaspielen 2023 gehörte Cieślar zur polnischen Auswahl.
Bei ihrem ersten Start im Skisprung-Continental-Cup Ende 2022 erreichte sie einen neunten Rang. Wenige Wochen später gewann Cieślar bei der Universiade 2023 im Mannschaftsspringen die Silbermedaille. In Szczyrk gab die Polin im August 2023 ihr Debüt im Grand Prix und holte am zweiten Tag Punkte.

## Statistik

### Grand-Prix-Platzierungen
| Saison | Platz | Punkte |
| ------ | ----- | ------ |
| 2023   | 062.  | 002    |

### Continental-Cup-Platzierungen
| Saison  | Platz | Punkte |
| ------- | ----- | ------ |
| 2022/23 | 032.  | 107    |